# Стальная тревога
Стальная тревога! (англ. Full Metal Panic! — Фулл Метал Паник!) — цикл фантастических лайт-новел Сёдзи Гато, содержащих элементы мехи и комедии. За пределами Японии наиболее известны аниме- и манга-адаптации. Первые три сезона аниме лицензированы в России компанией MC Entertainment.

## Сюжет
Действие происходит в мире альтернативного настоящего, история которого расходится с реальной начиная приблизительно с 1980-х годов. Непосредственно показанные события происходят в начале XXI века. Мир фильма заметно отличается от реального — в нём продолжает существовать Советский Союз — милитаризованная социалистическая империя, с партией и активно работающим против других государств КГБ. Япония имеет практически современный вид, Китай разделён на северный и южный двумя враждующими группировками, между которыми постоянно готова вновь вспыхнуть война. Существует большое количество террористических группировок, охотящихся за военными технологиями и оружием массового поражения. КГБ СССР тоже использует в своих целях террористов.
В боевых действиях используются «армслэйвы» (АС) — человекоподобные роботы, управляемые человеком-пилотом. Технологии, использованные в новейших военных разработках (так называемые «чёрные технологии»), получены человечеством от немногих избранных — «виспардов» (англ. whispered — «те, кому нашептали»),— в чьей памяти они присутствуют изначально, от рождения. Сами избранные, как правило, не подозревают о том, что они носят в себе. За избранными идёт охота — их пытаются захватить террористы и КГБ.
Всемирная негосударственная организация «Мифрил» борется с терроризмом и, помимо этого, старается по возможности охранять носителей «чёрных технологий», не допуская попадания их в руки террористов. Сам «Мифрил» активно использует «чёрные технологии» — он располагает АС, превосходящими советские и американские разработки, его боевые машины и транспорты оснащены системой невидимости. Одно из боевых подразделений «Мифрила» — подводная лодка «Туаха Де Дананн» (ирл. «Племена богини Дану»), под командованием капитана Терезы Тестароссы — шестнадцатилетней девушки, одной из избранных, которая сама спроектировала этот корабль и руководила его постройкой.
Главные герои сериала — школьница Тидори Канамэ, одна из избранных, и её ровесник, сержант «Мифрила» Сагара Сосукэ, которого устроили в один класс с Канамэ для охраны, чтобы не допустить захват девушки террористами или КГБ.

## Новеллы
Существует 12 основных романов (новелл). Их характер неуклонно меняется от книги к книге, становясь более драматичным и «взрослым». В странах СНГ новеллы не лицензировались, но существуют любительские переводы, широко распространенные в сети.

## Персонажи
Сага́ра Со́сукэ (яп. 相良 宗介) — семнадцатилетний юноша, солдат «Мифрила». Среднего роста, худощавый, с чёрными, плохо подстриженными растрёпанными волосами, на левой щеке — крестообразный шрам. Несмотря на юный возраст, Сагара — полностью подготовленный профессиональный солдат с огромным реальным боевым опытом. С восьми лет сражался на стороне повстанцев Хельмагистана (условное среднеазиатское государство с мусульманским населением, подобное Афганистану, в лайт-новелах вместо него упоминается Афганистан). Его воспитывал как сына сначала один из лидеров повстанцев, затем — майор Калинин из «Мифрила». Настоящее имя неизвестно, предыдущий приёмный отец назвал его Кашим (Касим), нынешнее имя по его просьбе дал Калинин — это имя одного из боевых друзей майора, не имеющее никакого отношения к имени или происхождении самого Сагары. (По указанию в рассказе: «Голос с Севера» можно предположить, что Сагара Сосукэ — настоящее имя.) Побывал во многих «горячих точках» по всему свету. Вся его жизнь прошла на войне и в обучении войне, он блестяще владеет оружием, военной техникой, обучен рукопашному бою, мастерски управляет АС. Нынешнее место службы — спецгруппа АС в составе подразделения «Туаха Де Дананн» (TDD-1) организации «Мифрил». Звание — сержант. Непосредственный начальник — старший сержант Мелисса Мао. Крайне плохо ориентируется в гражданской жизни, не представляет себе отношений обычных, «мирных» сверстников, не имеет никакого опыта романтических отношений с девушками. Даже вместо «да» он обычно говорит «есть» или «так точно». Любит японскую кухню, совершенно не употребляет спиртного, убеждён, что алкоголь разрушает нервные клетки. В свободное время любит рыбачить, литературу читает только на военные темы. Оказавшись в роли школьника, Сагара с самого начала повёл себя странно, с точки зрения одноклассников, о нём составили мнение как об «армейском фанатике», благо в классе уже был один фанатик АС — Синдзи. Учиться Сагаре непросто, его главные «враги» — «кобун» (литература) и история Японии. Со временем Сагара привязывается к Тидори Канамэ, ему становится небезразлично её отношение, но на романтику остаётся мало времени — постоянно приходится либо испытывать на себе характер девушки, либо спасать ей жизнь, либо отправляться куда-нибудь воевать. В целом, Сагара из-за своей военной «непробиваемости» оказывается единственным, кто способен строить с Тидори близкие отношения. В свою очередь девушка оказала огромное влияние на его характер, изменив его и поспособствовав тому, чтобы Сагара научился принимать собственные решения, не оглядываясь на вышестоящие чины. Пилотирует АС-М9 Стандартной конструкции до ситуации с похищением Тидори и её одноклассников. Пилотирует: АС-М9 Оборудованным ECS и двигателем «Ламбда», с кодовым названием: «ARX-7» или «Арбалест». Пилотирует: РК-91 В 8 томе лайт-новел «Пламенный дух одиночки». Пилотирует: ARX-8 «Лаэватейн» начиная с конца 9 тома лайт-новел «День, когда ты придешь». Позывной «Уртц-7».
Сэйю: Томокадзу Сэки
Тидори Канамэ (яп. 千鳥 かなめ) — имя переводится как «шаровая молния». Шестнадцатилетняя симпатичная старшеклассница, ученица старшей школы «Дзиндай», последний год обучения. Сообразительна, уважаема в классе, вице-президент Школьного Консилиума. Характер крайне вспыльчивый, легко может ударить подвернувшегося под руку или запустить в него чем-нибудь тяжёлым. Лидер, легко командует, организует класс, добивается подчинения. В то же время легко смущается, стесняется показывать свои чувства, пряча их за неестественным смехом и агрессией. Учится успешно, в точных науках — на способностях, в гуманитарных — за счёт постоянных упорных занятий. «Слабый» предмет: география (считает, что Женева — столица Бразилии). Прекрасно физически развита, член школьного клуба софтбола (вариант бейсбола), отличный игрок. Любит готовить, особенно японскую кухню. По утрам у неё понижено давление. Просыпается с трудом. Живёт одна — мать умерла 3 года назад от рака. Об отце сведений нет (по книге — председатель совета по охране окружающей среды ООН). Есть дед Комура Сюдзиро бывший старший лейтенант имперского военно-морского флота отказался от своей дочери когда она убежала с отцом Тидори. Канамэ очень популярна, но у неё нет парня — ребята в школе опасаются её из-за характера. Сагара сначала привлекает Кану своей необычностью, но узнав его ближе и пережив с ним несколько смертельно опасных приключений, Канамэ влюбляется в Сагару; при этом она не изменяет своей обычной манеры обращения, но начинает с пониманием относиться к странностям парня.
Сэйю: Сацуки Юкино
Тереза Тестаросса (яп. テレサ・テスタロッサ) — (Тесса) : Капитан и гордость организации «Мифрил», капитан подводной лодки «Туаха де Дананн». Хрупкая шестнадцатилетняя девушка с пепельными волосами и большими серыми глазами. Во многом выглядит как противоположность Канамэ — слабая, совсем не спортивного телосложения, очень неловкая, постоянно запинается и падает на ровном месте. Но, так же как и Канамэ, очень способна к точным наукам. Родилась на Американском Восточном Побережье, путешествовала по всему миру вместе с семьёй. У неё есть старший брат Леонард; отношения с ним не поддерживаются, Тесса не любит говорить о брате, но очень уважает его за интеллектуальные способности. : Также, как Канамэ и Леонард, Тесса — «Избранная», она проявила свой талант ещё ребёнком, что и позволило ей оказаться в «Мифриле». Как организатор и руководитель она отлично подготовлена и очень способна, как командир подлодки в боевой обстановке — просто незаменима, поскольку лучше всех чувствует корабль, знает и умеет использовать все его возможности. Тем не менее за ней всё ещё присматривают опытные офицеры Андрей Калинин и Ричард Мардукас. : Тесса хорошо знает себе цену и гордится своими способностями и достижениями. Её особенность и слабость — «комплекс отличника»: девушка категорически не может признать, что чего-то не может или не умеет, при одном предположении о неспособности к чему-либо она выходит из себя и готова преодолеть любые трудности, чтобы доказать обратное. Её отношение к Сагаре ничем непримечательно до того момента, как она оказывается с ним в опасной ситуации. После благополучного разрешения которой Тесса заявляет, что «похоже, я в него влюбилась».
Мелисса Мао (яп. メリッサ・マオ) — молодая женщина среднего роста, американка с китайскими корнями, с прекрасно развитым телом, чёрными, коротко подстриженными волосами и карими глазами. Старший сержант «Мифрил», опытный солдат. Владеет всеми видами оружия, рукопашным боем, пилотирует АС. Курит, пьёт пиво, хотя за рамки обычно не выходит. Вне службы выступает в роли старшей подруги Тессы, знает о капитане всё, относится к ней несколько покровительственно. При этом немного завидует уму и способностям Тессы, а также её подростковой уверенности в способности изменить мир. Возраст — 25 лет. Позывной «Уртц-2». Звание — Старший сержант (До событий 7 тома лайт-новел «Полагаясь только на себя»). Пилотирует: АС-М9.
Сэйю: Митико Нэя
Курц Вебер (яп. クルツ・ウェーバー) — худощавый голубоглазый блондин-немец выше среднего роста, с длинными волосами. На два года старше Сагары. Солдат с богатым боевым опытом, сержант «Мифрил», пилот АС. Великолепный снайпер, предпочитает бой на дальней дистанции, в рукопашной и с холодным оружием не столь силён. Красавчик и бабник, уверен в своей неотразимости, с девушками ведёт себя несколько развязно, чем они не всегда оказываются довольны. Любит повеселиться, может устроить не вполне корректный розыгрыш. С Сагарой держится чуть свысока, Мао называет «сестрёнкой», постоянно пытается с ней флиртовать, за что нередко получает армейским ботинком по физиономии. Возраст — 19 лет. Позывной «Уртц-6». Звание — сержант (До событий 7 тома лайт-новел «Полагаясь только на себя»). Пилотирует: АС-М9.
Сэйю: Синъитиро Мики
Гаурон (яп. ガウロン (прозвище; имя неизвестно)) — возможно, он китаец (однако в первом томе отрицает своё китайское происхождение), его имя или прозвище «Гаурон» по-китайски означает «девять драконов». По собственным воспоминаниям, был одним из детей, использовавшихся Пол Потом в войне в Кампучии во второй половине 1970-х. Профессиональный наёмник, террорист, будучи ответственным как минимум за тридцать громких убийств и два подрыва самолётов, оставался неуловимым для спецслужб. В бытность свою волонтёром он по какой-то прихоти пригрел осиротевших близнецов (в новеллах это были два юноши, в аниме — две девушки), которых учил, кормил и воспитывал как идеальных убийц, преданных только ему лично. В период работы инструктором в лагере наёмников в Афганистане (Хельмажистане по версии аниме) встретил двенадцатилетнего Сагару (который в то время носил имя Кашим и воевал на стороне повстанцев). Гаурон увидел в Кашиме себя в детстве, восхитился и понял, что если и готов умереть, то только от руки этого мальчика. Он звал Кашима к себе, чтобы тот тоже стал наёмником, но Кашим отказался. Позже Гаурон участвовал в уничтожении отряда, где воевал Кашим. Выживший Кашим вместе с приютившим его майором Калининым пытались убить Гаурона: Кашим стрелял в него из винтовки, попал в голову и был уверен, что убил, но, как оказалось, в череп Гаурона после ранения в одном из ранних «дел» была вживлена титановая пластина, так что он выжил. Работал на КГБ СССР в добывании «чёрных технологий», именно в связи с этой работой впервые встретился с Канамэ и вновь — с Сагарой, ставшим уже солдатом «Мифрила». Характер: садистски-хладнокровный. Оживляется только при контакте с Сагарой. Пилотирует: АС-«Кодарл» («Веном» по классификации «Мифрила»).
Сэйю: Масахико Танака
Белфанган Крузо — высокий темнокожий мужчина с карими глазами, проповедует ислам. Раньше служил в Средиземноморском подразделении Мифрила, однако после гибели лейтенанта МакАлена, был переведён под руководстово Терезы Тестароссы. Занял место погибшего лейтенанта(МакАлен и Крузо раньше служили вместе и были хорошими друзьями) и для проверки своих подчинённых из Группы Особого Назначения провёл санкционированный бой на армслейвах с Сагарой, в котором показал себя отличным и опытным бойцом, умеющим использовать весь боевой потенциал машины. Позывной «Уруз-1». Звание — Старший лейтенант. Пилотирует: АС-М9 модели D «Фальке».
Лорд Меллори — глава Мифрила и Амальгам. Настоящее имя неизвестно. Дата рождения неизвестна. Имеет сына
Андрей Сергеевич Калинин — майор (капитан-лейтенант) «Мифрила», служит на «Туаха де Дананн» Подчинённый Тессы и командир Сагары, Вебера, Мао (возможно и других). Старый опытный военный, бывший боец спецназа ГРУ, холодный, спокойный, непробиваемый и уравновешенный, выживающий даже в экстремальных условиях. Про него ходят слухи, что его трудно убить. Попадал в плен к террористам Амальгамы. Он знает Сагару гораздо дольше остальных, так как с ним они воевали в Хельмаджистане. Семейное положение — вдовец, жена Ирина была скрипачкой. Опекун Сагары. Ярко выраженный русский. После событий 7 тома вступает в Амальгам.
Сэйю: Акио Оцука

## Аниме
События фильмов развиваются на протяжении трёх сезонов. Первый и третий создают и поддерживают основную сюжетную линию, а второй (Full Metal Panic: Fumoffu) имеет самопародийный характер и, в основном, посвящён адаптации Сагары в мирной жизни.

### Стальная тревога!
Трём бойцам «Мифрила» — старшему сержанту Мелиссе Мао, сержанту Курцу Веберу и сержанту Сагаре Сосукэ приказывают охранять одну из избранных — школьницу Канамэ Тидори. Сагара внедряется в школу под видом школьника, чтобы непосредственно охранять девушку, а Мао и Вебер обеспечивают поддержку. Работа Сагары оказывается сложной: он должен постоянно быть начеку, при этом ему нельзя раскрываться перед девушкой, которая не подозревает о своих способностях и грозящей ей опасности. Проблемы создаёт и то, что Сагара, с детских лет знавший только войну и никогда не учившийся в обычной школе, не знает, как правильно вести себя в такой обстановке. Он постоянно совершает неуместные поступки и навлекает на себя гнев учителей, одноклассников и самой Канамэ. Лишь в критических ситуациях Сагара может проявить себя, и тут он, как правило, оказывается на высоте.
В DVD-выпуске 24 серии. Их можно условно поделить на шесть «миссий» по три или четыре серии в каждой:
1. «Мифрил» берёт Канамэ под охрану (серии с 1 по 3) — появление Сагары в школе, знакомство с одноклассниками и «мирной» жизнью.
2. Спасение заложников в государстве Ханка (серии с 4 по 7) — Гаурон, охотящийся за Канамэ, захватывает самолёт, в котором класс Сагары отправляется на Окинаву, Сагара вынужден спасать одноклассников.
3. Террористы пытаются разрушить Токио (серии с 9 по 12).
4. «Ветер, гуляющий по моей Родине» (серии с 15 по 17) — Сагара придаётся в качестве эксперта группе, которая должна отбить ядерную боеголовку, захваченную террористами в его родном Хельмаджистане.
5. Гаурон нападает на американскую базу (серии с 18 по 20).
6. Битва за «де Данан» (серии с 21 по 24) — пленённый Гаурон с помощью подкупленных боевиков «Мифрила» освобождается и захватывает корабль. Тесса, Канамэ, Сагара, Вебер и Мао должны остановить его.

Кроме того, между миссиями есть «одиночные» серии, дающие более полное описание характеров героев и/или раскрывающие их прошлое.

### Стальная тревога? Фумоффу
Второй сезон сериала (как и последующие) выпущен другой компанией, создавался другим режиссёром. По характеру «Фумоффу» сильно отличается от первого сезона. Из сюжета полностью исключена вся «боевая» составляющая, касающаяся работы «Мифрила», борьбы с террористами и КГБ (их место заняли местные преступные группировки). Всё время отдано «школьной» теме: показу в комедийном свете обучения Сагары Сосукэ в школе, его привыканию к реалиям мирной жизни, одновременно с адаптацией школьников, прежде всего, Тидори Канамэ, к сосуществованию со столь необычным одноклассником. Подобные серии присутствовали и в первом сезоне, второй же состоит из них полностью. В двух сериях в сюжете появляется Тесса, но не в привычной по первому сезону роли капитана и командира подразделения, а как школьница и обычная влюблённая девушка.
Любопытный момент: на титрах первой серии один из учителей ругается с директором школы «Дзиндай» по поводу Сагары — ученик постоянно наносит ущерб школе. Из сказанного ясно — за обучение Сагары, военное детство которого известно начальству школы, и лояльное отношение к его странностям директор получила приличную взятку. Таким образом объясняется странное благодушие школьного руководства по отношению к беспокойному ученику — другого бы за такие выходки давно уже выгнали.

### Стальная тревога! Новое задание
Несмотря на то, что «Новое задание» выпущено той же компанией, что и комедийный «Фумоффу», дух сериала вернулся к первоначальному и даже сделался ещё более мрачным. Война показана жестоко и натуралистично. Сюжет снова вращается вокруг боевых роботов. Эротика и кровавые сцены, которые присутствовали в самом конце первого сезона, теперь появляются во многих сериях.
«Мифрил» по-прежнему противодействует террору и экстремизму, помогает гасить локальные конфликты. Тидори Канамэ, казалось бы, ничего не угрожает, и командование отзывает Сагару от её охраны ради испытаний «Арбалеста». Главной трагедией является нестабильность работы «лямбда-привода», главного оружия «Мифрила». Герои оказываются в отчаянном положении.
У «Мифрила» обнаруживается достойный соперник: организация «Амальгама», одним из руководителей которой является, как оказывается, Леонард Тестаросса — брат Тессы. Эта часть сериала более подробно раскрывает прошлое Сагары, Тессы и Мелиссы Мао. В нескольких сериях показана служебная деятельность Тессы, её взаимоотношения с командованием «Мифрила». Из появившихся новых персонажей интересна пара сестёр-боевиков Ся Юй Фань и Ся Юй Лань — девушки, ровесницы Сагары, воспитанные как совершенные убийцы-профессионалы, абсолютно преданные учителю. Они и Сагара олицетворяют два разных варианта судьбы, две возможности: «дети войны», начавшие с одного и того же, становятся очень разными. Сагара, которого нашёл Калинин, вырос нормальным человеком, пусть и не без странностей; сёстры, оказавшись воспитанницами Гаурона, не сохранили ничего человеческого, кроме, разве что, любви друг к другу.
Обучение в школе подходит к концу. Сагара впервые задумывается: что же он будет делать дальше? Каким он хочет видеть своё будущее?

### Стальная тревога! Новое задание OVA
Односерийный фильм описывает один необычный день Терезы Тестароссы на базе «Туаха де Данан». Действие происходит хронологически после событий третьего сезона сериала. «Данан» стоит в доке, экипаж занимается где-то текущими делами, на базе затишье. Накануне Тесса почему-то в полусне бродила по безлюдной базе и лодке и, в конце концов, в одном белье пришла в ангар, где рядом с «Арбалестом» Сагара тренировался в решении тактических задач. В этот момент девушка проснулась и, смущённая, убежала.
Наступает утро выходного дня, и капитан Тестаросса начинает разбираться — почему она так странно себя вела? Ответ находится быстро — оказывается, Мао вечером подсунула капитану алкогольный коктейль, и та опьянела с непривычки. Тесса страшно смущена, ведь Сагара встретил её в таком виде, да ещё и не вполне адекватную… Но остаются и другие вопросы: что всё-таки вчера было, видел ли её ещё кто-нибудь бродящей в ненадлежащем виде по базе и, наконец, куда пропал любимый плюшевый Бонта-кун?
«Изюминка» фильма не в общей сюжетной канве и не в ответах на вопросы капитана (собственно, ничего особо экстраординарного, как выясняется, не произошло, а то, что было, вполне укладывается в определение «забавное происшествие»). Но в процессе своего «расследования» Тесса получает возможность увидеть некоторых из своих подчинённых в совершенно непривычном свете. Оказывается, в свободное время Мао учит АС-ы танцевать танго, Калинин готовит себе «борщ» — ужасное по вкусу варево подозрительного состава, — уверяя, что ничего вкуснее быть не может и что именно этим его раньше кормила покойная жена, а «железный» командир подразделения АС-ов Крузо смотрит сентиментальные анимационные фильмы (кстати, показанный в фильме фрагмент позаимствован из ставшего уже классикой аниме-сериала «Конан — мальчик из будущего», 1978 года выпуска, режиссёра Хаяо Миядзаки). Лишь одно огорчает Тессу — ей так и не удалось объясниться с Сагарой, который в очередной раз улетел в Токио.

### Full Metal Panic! Invisible Victory
24 октября 2015 года на мероприятии под названием Fantasia Bunko Daikanshasai 2015 Гато Сёдзи анонсировал четвертый сезон «Стальной тревоги!». Было объявлено, что весь состав сэйю персонажей прошлых сезонов останется прежним, Гато займет кресло сценариста, а экранизация охватит весь основной сюжет оставшихся романов.
22 октября 2016 года на Fantasia Bunko Daikanshasai 2016 было оглашено название четвертого сезона: «Full Metal Panic! IV». Была объявлена дата премьеры: релиз намечался на осень 2017. Также стало известно, что производством аниме занимается студия Xebec, а на посту режиссёра находится Кацуити Накаяма. На сайте TDD-1 появилась страничка, посвященная четвертому сезону.
18 января 2017 года на страничке четвертого сезона появилось полное его название: «Full Metal Panic! Invisible Victory».
1 июля 2017 года на Anime Expo 2017 было объявлено о переносе даты выхода четвертого сезона на весну 2018. В заявлении на официальной страничке «Full Metal Panic! Invisible Victory» сайта TDD-1 данное решение объяснялось нехваткой времени и желанием выпустить более качественный продукт. Также на мероприятии был показан первый тизер новой экранизации и несколько постеров. Данные материалы были представлены эксклюзивно посетителям Anime Expo 2017 и впоследствии так и не были официально выложены в сеть.
12 августа 2017 года на сайте TDD-1 появился второй тизер четвертого сезона.
21 октября 2017 года на Fantasia Bunko Daikanshasai 2017 был показан трейлер и новый постер «Full Metal Panic! Invisible Victory», а также представлен новый сайт четвертого сезона. Дата выхода остается неизменной.

## Музыка

### Стальная тревога!
Открывающие темы (opening)
- «Tomorrow»

Исполняет: Симокава Микуни
Закрывающие темы (ending)
- «Karenai Hana» (枯れない花)

Исполняет: Симокава Микуни

### Стальная тревога! Фумофу
Открывающие темы (opening)
- «Sore ga, Ai deshou?» (それが、愛でしょう？)

Исполняет: Симокава Микуни
Закрывающие темы (ending)
- «Kimi ni Fuku Kaze» (君に吹く風)

Исполняет: Симокава Микуни

### Стальная тревога! Новое задание
Открывающие темы (opening)
- «Minami Kaze» (南風)

Исполняет: Симокава Микуни
Закрывающие темы (ending)
- «Mouichido Kimi ni Aitai» (もう一度君に会いたい)

Исполняет: Симокава Микуни